# تيمور البرتغالية
تيمور البرتغالية (بالبرتغالية: Timor Português‏) يشير هذا المسمى إلى تيمور الشرقية خلال الفترة التاريخية التي كانت فيها مستعمرة برتغالية بين عام 1702 و 1975. خلال معظم هذه الفترة، تقاسمت البرتغال جزيرة تيمور مع جزر الهند الشرقية الهولندية.
كان البرتغاليون هم أول الأوروبيين الذين وصلوا إلى المنطقة عام 1515. في حين تواجد الرهبان الدومينيكان في الجزيرة منذ عام 1556، وأعلنت المنطقة كمستعمرة برتغالية في عام 1702.
وفي عام 1975 غزت إندونيسيا تيمور الشرقية بعد ثورة القرنفل، ومع ذلك، لم يُعترف بالغزو على أنه قانوني من قبل الأمم المتحدة (UN)، التي استمرت في اعتبار البرتغال القوة الإدارية القانونية لتيمور الشرقية. تحقق استقلال تيمور الشرقية أخيرًا في عام 2002 بعد فترة انتقالية تحت إدارة الأمم المتحدة.

## التاريخ

### المستعمرون الأوائل
قبل وصول القوى الأوروبية الاستعمارية، كانت جزيرة تيمور جزءًا من الشبكات التجارية التي امتدت بين الهند والصين وتضم جنوب شرق آسيا البحري. كانت مدرجات الجزيرة الكبيرة من خشب الصندل المعطر هي السلعة الرئيسية فيها. وكانت القوى الأوروبية الأولى التي وصلت إلى المنطقة هي البرتغالية في أوائل القرن السادس عشر، وتبعها الهولنديون في أواخر القرن السادس عشر. جاء كلاهما بحثًا عن جزر التوابل الأسطورية في جزر الملوك. وفي عام 1515، هبط البرتغاليون لأول مرة بالقرب من بانتي ماكاسار الحديثة. وصدّر التجار البرتغاليون خشب الصندل من الجزيرة حتى كادت الشجرة أن تنقرض. وفي عام 1556 أسست مجموعة من الرهبان الدومينيكان قرية ليفاو.
في عام 1613، سيطر الهولنديون على الجزء الغربي من الجزيرة. على مدى القرون الثلاثة التالية، سيطر الهولنديون على الأرخبيل الإندونيسي باستثناء النصف الشرقي من تيمور، والذي أصبح فيما بعد تيمور البرتغالية. قدم البرتغاليون الذرة كمحصول غذائي والقهوة كمحصول تصديري. وجرى الحفاظ على أنظمة الضرائب ومراقبة العمل التيمورية، والتي من خلالها دفعوا الضرائب عبر عملهم وجزء من محصول البن وخشب الصندل. وأدخل البرتغاليون المرتزقة إلى مجتمعات تيمور واستأجر زعماء تيمور جنودًا برتغاليين لشن حروب ضد القبائل المجاورة. أصبح التيموريون صيادين للغزلان ومصدرًا لقرون الغزلان وجلودها بغرض التصدير، بسبب استخدامهم للبنادق البرتغالية.
أدخل البرتغاليون الكاثوليكية إلى تيمور البرتغالية، بالإضافة إلى نظام الكتابة اللاتينية، وآلة الطباعة، والتعليم الرسمي. وأصبح هناك مجموعتان من الناس في تيمور الشرقية: البرتغاليون، والتوباسي. وأدخلت اللغة البرتغالية في أعمال الكنيسة والدولة، واستخدم الآسيويون البرتغاليون لغة الملايو بالإضافة إلى اللغة البرتغالية. وفي ظل السياسة الاستعمارية، كانت الجنسية البرتغالية متاحة للرجال الذين استوعبوا اللغة البرتغالية ومحو الأمية والدين؛ وبحلول عام 1970، حصل 1200 تيموري شرقي، معظمهم من الطبقة الأرستقراطية أو سكان ديلي أو المدن الأكبر، على الجنسية البرتغالية. وبحلول نهاية الإدارة الاستعمارية في عام 1974، كان 30 في المئة من التيموريين يمارسون الشعائر الكاثوليكية بينما استمرت الأغلبية في عبادة أرواح الأرض والسماء.

### تأسيس الدولة الاستعمارية
في عام 1702، أرسلت لشبونة أول حاكم لها، أنطونيو كويلو جويريرو، إلى ليفاو، التي أصبحت عاصمة لجميع التبعيات البرتغالية في جزر سوندا الصغرى. وكانت العاصمتان السابقتان هما سولور ولارانتوكا. كانت السيطرة البرتغالية على الإقليم ضعيفة، لا سيما في المناطق الداخلية الجبلية. تنافس الرهبان الدومينيكان والهجمات الهولندية المتقطعة والتيموريون أنفسهم مع التجار البرتغاليين. كانت سيطرة الإداريين الاستعماريين مقتصرة إلى حد كبير على منطقة ديلي، وكان عليهم الاعتماد على زعماء القبائل التقليديين للسيطرة والنفوذ.
جرى نقل العاصمة إلى ديلي في عام 1769، بسبب هجمات التوباسي، الذين أصبحوا حكامًا للعديد من الممالك المحلية (ليوراي). وفي الوقت نفسه، كان الهولنديون يستعمرون غرب الجزيرة والأرخبيل المحيط بها والذي يعرف الآن بإندونيسيا. رسمت الحدود بين تيمور البرتغالية وجزر الهند الشرقية الهولندية رسميًا في عام 1859 بموجب معاهدة لشبونة. وفي عام 1913، وافق البرتغاليون والهولنديون رسميًا على تقسيم الجزيرة بينهما. ثم رسمت الحدود النهائية من قبل محكمة التحكيم الدائمة في عام 1916، وما تزال الحدود الدولية بين تيمور الشرقية وإندونيسيا.
بالنسبة للبرتغاليين، ظلت مستعمرتهم في تيمور البرتغالية أكثر بقليل من مركز تجاري مهمل حتى أواخر القرن التاسع عشر. إذ كان الاستثمار في البنية التحتية والصحة والتعليم في حده الأدنى. ظل خشب الصندل محصول التصدير الرئيسي حتى أصبحت صادرات البن مهمة في منتصف القرن التاسع عشر. في الأماكن التي كانت تحت الحكم البرتغالي، كان الوضع يميل إلى الوحشية والاستغلال.

### القرن العشرون
في بداية القرن العشرين، دفع الاقتصاد الوطني المتعثر البرتغاليين إلى انتزاع ثروة أكبر من مستعمراتهم، وأدى ذلك إلى زيادة مقاومة الحكم البرتغالي في تيمور البرتغالية. وفي 1911-1912، جرى سحق تمرد تيموري بعد أن جلبت البرتغال قوات من المستعمرات البرتغالية في موزمبيق وماكاو، ونتج عن هذا مقتل 3000 تيموري شرقي.
في ثلاثينيات القرن العشرين، استثمرت شركة التطوير نانيو كوهاتسو اليابانية شبه الحكومية، برعاية سرية من البحرية الإمبراطورية اليابانية (أي جيه إن) بشكل كبير في مشروع مشترك مع شركة المزارع الرئيسية لتيمور البرتغالية، إس إيه بّي تي. وسيطر المشروع المشترك بشكل فعال على الواردات والصادرات إلى الجزيرة بحلول منتصف الثلاثينيات من القرن العشرين، وأثار توسع المصالح اليابانية قلقًا كبيرًا للسلطات البريطانية والهولندية والأسترالية.
على الرغم من أن البرتغال كانت محايدة خلال الحرب العالمية الثانية، في ديسمبر عام 1941، احتلت تيمور البرتغالية قوة بريطانية وأسترالية وهولندية صغيرة، لمنع الغزو الياباني. ومع ذلك، فقد غزاهم اليابانيون في معركة تيمور في فبراير عام 1942. وتحت الاحتلال الياباني، جرى التغاضي عن حدود الهولنديين والبرتغاليين مع جعل جزيرة تيمور منطقة إدارة واحدة للجيش الإمبراطوري الياباني. وقد شن 400 من الكوماندوس الأسترالي والهولندي المحاصرين على الجزيرة بسبب الغزو الياباني حملة حرب عصابات، قيدت القوات اليابانية وأوقعت أكثر من 1000 ضحية. ساعد التيموريون والبرتغاليون رجال حرب العصابات، ولكن بعد إجلاء الحلفاء في نهاية المطاف، كان الانتقام الياباني من جنودهم والميليشيات التيمورية التي نشأت في تيمور الغربية شديدًا. وبحلول نهاية الحرب، مات ما يقدر بنحو 40-60 ألفًا من التيموريين، وكان الاقتصاد في حالة خراب، وانتشرت المجاعة.
بعد الحرب العالمية الثانية، عاد البرتغاليون على الفور لاستعادة مستعمرتهم، بينما أصبحت تيمور الغربية جزءًا من إندونيسيا، التي حصلت على استقلالها في عام 1949.
لإعادة بناء الاقتصاد، أجبر المسؤولون الاستعماريون الزعماء المحليين على توفير العمال ما أدى إلى مزيد من الضرر بالقطاع الزراعي. نما دور الكنيسة الكاثوليكية في تيمور البرتغالية بعد أن سلمت الحكومة البرتغالية تعليم التيموريين إلى الكنيسة في عام 1941. وفي تيمور البرتغالية بعد الحرب، زادت مستويات التعليم الابتدائي والثانوي بشكل ملحوظ، وإن كان ذلك على نطاق ضيق للغاية.
على الرغم من أن الأمية في عام 1973 كانت تقدر بنحو 93 في المئة من السكان، إلا أن النخبة الصغيرة المثقفة من التيموريين البرتغاليين التي أنتجتها الكنيسة في الستينيات والسبعينيات من القرن العشرين أصبحوا قادة الاستقلال خلال الاحتلال الإندونيسي.

## العملة

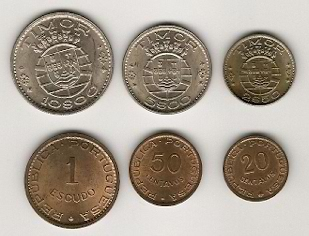
عملة الإسكودو

كانت العملة المتداولة في تيمور البرتغالية هي (باتاكا)، وقد بدأ استعمالها منذ عام 1894. وفي عام 1959 ، استبدلت عملة الباكاتا ب (الإسكودو) المرتبطة بـ الإيسكودو البرتغالي.
في عام 1975 ، توقف استخدام هذه العملات حين ضمت إندونيسيا تيمور الشرقية وأصبحت الروبية الإندونيسية هي العملة الرسمية.